# Melltjärnen (Skillingmarks socken, Värmland)
Melltjärnen är en sjö i Eda kommun i Värmland och ingår i Göta älvs huvudavrinningsområde. Sjön har en area på 0,15 kvadratkilometer och ligger 164 meter över havet. Sjön avvattnas av vattendraget Mörtebäcken.

## Delavrinningsområde
Melltjärnen ingår i det delavrinningsområde (663741-128934) som SMHI kallar för Mynnar i Björkelången. Medelhöjden är 223 meter över havet och ytan är 20,25 kvadratkilometer. Det finns inga avrinningsområden uppströms utan avrinningsområdet är högsta punkten. Mörtebäcken som avvattnar avrinningsområdet har biflödesordning 3, vilket innebär att vattnet flödar genom totalt 3 vattendrag innan det når havet efter 336 kilometer. Avrinningsområdet består mestadels av skog (90 procent). Avrinningsområdet har 0,65 kvadratkilometer vattenytor vilket ger det en sjöprocent på 3,2 procent.